# Lalouvesc
Lalouvesc település Franciaországban, Ardèche megyében. Lakosainak száma 383 fő (2022. január 1.). Lalouvesc Lafarre, Rochepaule, Saint-Pierre-sur-Doux, Saint-Symphorien-de-Mahun és Satillieu községekkel határos.

## Népesség
A település népességének változása:
| Lakosok száma | 559  | 487  | 514  | 491  | 406  | 404  | 386  | 379  | 374  | 383  |
|               | 1968 | 1982 | 1990 | 2006 | 2013 | 2015 | 2017 | 2019 | 2020 | 2022 |